# 若森寛
若森 寛（わかもり かん、1978年1月31日 - ）は、日本の実業家。「エコスタイル」を運営する株式会社スタンディングポイントの創業者で静岡県生まれ。

## 人物
静岡県生まれ、浜松市育ち。静岡県立浜松工業高等学校の情報技術科を経て、名古屋服飾専門学校（現：名古屋ビューティー専門学校）ファッションビジネス科を修了。
若い頃から自ら事業に挑戦し、失敗や挫折を経験しながらも、それを成長の糧とした。 人の気持ちに寄り添うことを大切にしており、物の価値よりも背景にあるストーリーや想いを重視する。 率直で誠実な性格であり、自身の経験や日常の気づきを積極的に発信し、内省を重ねている。 座右の銘は「今この瞬間の連続が未来を創る」

## 来歴
20歳（1998年）、アパレルブランドを起業したが1年半で撤退
22歳（2000年）、株式会社アイジーコンサルティングに入社し、住宅総合メンテナンス事業の法人営業職を経験
23歳（2001年）、社内ベンチャーにてアパレルのリユース事業を静岡県浜松市にて開始
23歳（2006年）、分社化し株式会社スタンディングポイントを設立
40歳（2023年）、株式会社アイジーコンサルティングの取締役も兼任

## メディア掲載
リユース経済新聞（2018年3月15日）
MIRAERROR（2021年1月18）
LISTEN（2021年3月1日）

## 登壇
リユースフェス2021（2021年8月）
Reuse×Tech Conference for 2022（2021年10月）
キャリア教育CHALLENGE＆CHANGE　浜松市立篠原中学校　職業講話（2021年10月）
キャリア教育CHALLENGE＆CHANGE　浜松市立雄踏中学校　職業講話（2021年11月）

## 出演した番組
レインボータウンFM　79.2MHZ（2010年8月）
BS12 トゥエルビ （2021年2月）